# Coelocephala arcuata
Coelocephala arcuata är en tvåvingeart som beskrevs av Mario Bezzi 1914. Coelocephala arcuata ingår i släktet Coelocephala och familjen bredmunsflugor. Inga underarter finns listade i Catalogue of Life.